# Доше, Андре
Андре Доше (фр. André Dauchez; 1870—1948) — французский художник, гравёр и иллюстратор; официальный художник флота с 1922 года.

## Биография
Родился 17 мая 1870 года в Париже в семье адвоката Фернана Доше (Fernand Dauchez) и его жены Клер Тирьяль (Claire Thirial). Его старшая сестра Жанна Доше (Jeanne Dauchez; 1869—1949) с 1890 года была замужем за художником Люсьеном Симоном.
В 1897 году впервые участвовал в Парижском салоне. Работал в ателье Люка-Оливье Мерсона с 1887 по 1890 годы. В 1896 году стал членом французского общества Société nationale des beaux-arts. В 1922 году стал членом его Комитета, а с 1931 года — президентом, сменив на этом посту умершего Жана-Луи Форена.
Женился 25 апреля 1898 года в Париже на Мари-Терезе Ле Льевр (Marie-Thérèse Le Liepvre; 1880—1946), дочери художника Мориса Ле Льевра (Maurice Le Liepvre; 1848—1897). У них родилось восемь детей.

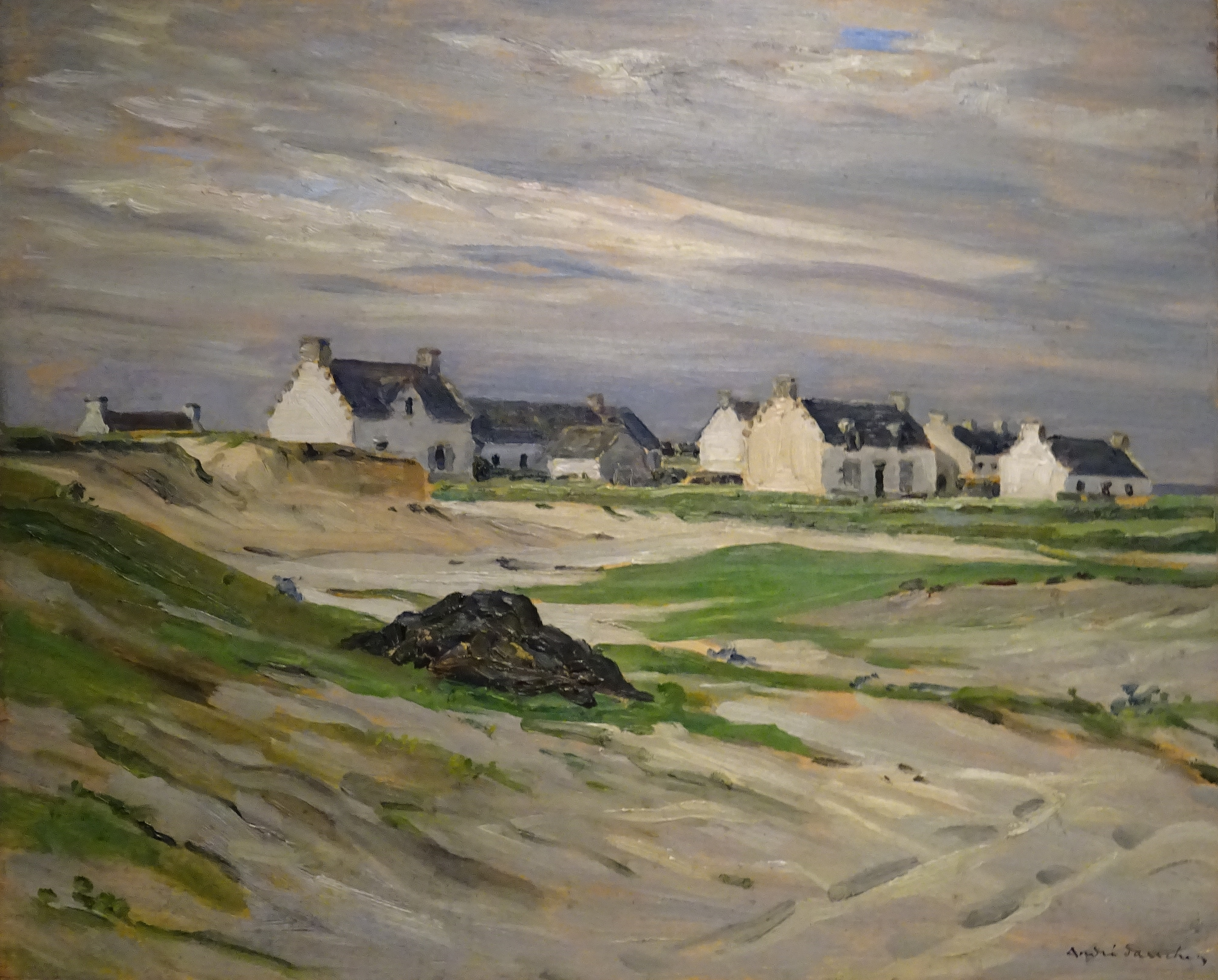
Дома и пески в Ла Палю. 1937

На Всемирной выставке 1900 года в Париже Доше был удостоен серебряной медали. В 1900-х годах был участником художественного объединения «Bande noire», отвергавшего светлые оттенки художников-импрессионистов. Он был основателем и членом Salon National Indépendant в 1938 году. В 1922 году был назначен официальным художником Морского флота.
В прибрежном городе Локтюди, находящемся на крайнем западе Франции в регионе Бретань, Андре Доше построил себе дом, в одной из башен которого организовал мастерскую. Был кавалером (1911 год) и офицером (1932 год) ордена Почётного легиона. Его работы находятся в музеях Франции и за рубежом.
Умер 15 мая 1948 года в Париже.